# 574 (numero)
Cinquecentosettantaquattro (574) è il numero naturale dopo il 573 e prima del 575.

## Proprietà matematiche
- È un numero pari.
- È un numero composto.
- È un numero difettivo.
- È un numero sfenico.
- È un numero nontotiente.
- È un numero palindromo nel sistema di numerazione posizionale a base 9 (707).
- È parte delle terne pitagoriche (126, 560, 574), (574, 1632, 1730), (574, 1968, 2050), (574, 11760, 11774), (574, 82368, 82370).
- È un numero congruente.

## Astronomia
- 574 Reginhild è un asteroide della fascia principale del sistema solare.
- NGC 574 è una galassia spirale della costellazione dello Scultore.

## Astronautica
- Cosmos 574 è un satellite artificiale russo.